# NGC 2841
NGC 2841 (również PGC 26512 lub UGC 4966) – galaktyka spiralna (Sb), znajdująca się w gwiazdozbiorze Wielkiej Niedźwiedzicy w odległości około 46 milionów lat świetlnych od Ziemi. Została odkryta 9 marca 1788 roku przez Williama Herschela. Galaktyka ta ma ponad 150 000 lat świetlnych średnicy.

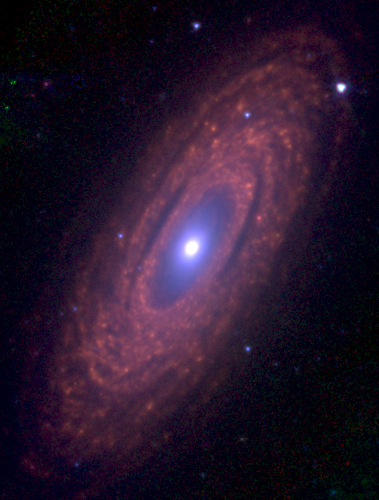
Galaktyka NGC 2841 widziana przez teleskop Spitzera

Jest to galaktyka z aktywnym jądrem typu LINER.
Do tej pory w galaktyce zaobserwowano cztery supernowe:
- SN 1912A – jasność maksymalna 13m
- SN 1957A – typ: Ia-p, jasność maksymalna: 14m (odkryta przez Maxa Schürera)
- SN 1972R – jasność maksymalna: 16m
- SN 1999by – typ: Ia-p, jasność maksymalna: 15m